# NSWRL 1910
Die NSWRL 1910 war die dritte Saison der New South Wales Rugby League Premiership, der ersten australischen Rugby-League-Meisterschaft. 1910 schieden die Newcastle Rebels aus der NSWRL aus, dafür kam eine neue Mannschaft aus Annandale, einem westlichen Vorort von Sydney. Das Finale zwischen den Newtown Jets und den South Sydney Rabbitohs ging 4:4 aus, da Newtown allerdings mehr Punkte in der regulären Saison hatte, gewannen sie ihren ersten Titel.
1910 betrugen die Einnahmen 13.512 £, was eine Steigerung von 6.000 £ im Vergleich zum Vorjahr darstellte.

## Tabelle
Siehe NSWRL 1910/Ergebnisse für eine vollständige Liste aller Ergebnisse der regulären Saison.
|     | Team                    | Spiele | Siege | Unent. | Ndlg. | Spiel- punkte | Diff. | Tabellen- punkte |
| --- | ----------------------- | ------ | ----- | ------ | ----- | ------------- | ----- | ---------------- |
| 01. | Newtown Jets            | 14     | 11    | 1      | 2     | 262:92        | + 170 | 23               |
| 02. | South Sydney Rabbitohs  | 14     | 11    | 0      | 3     | 326:109       | + 217 | 22               |
| 03. | Eastern Suburbs         | 14     | 9     | 2      | 3     | 248:116       | + 132 | 20               |
| 04. | Balmain Tigers          | 14     | 8     | 0      | 6     | 153:190       | - 37  | 16               |
| 05. | Glebe                   | 14     | 6     | 0      | 8     | 175:194       | - 19  | 12               |
| 06. | Annandale               | 14     | 5     | 1      | 8     | 145:200       | - 55  | 11               |
| 07. | North Sydney Bears      | 14     | 3     | 0      | 11    | 146:283       | - 137 | 6                |
| 08. | Western Suburbs Magpies | 14     | 1     | 0      | 13    | 115:386       | - 271 | 2                |

## Tabellenverlauf
|                         | 1 | 2 | 3 | 4 | 5 | 6  | 7  | 8  | 9  | 10 | 11 | 12 | 13 | 14 |
| ----------------------- | - | - | - | - | - | -- | -- | -- | -- | -- | -- | -- | -- | -- |
| Newtown Jets            | 2 | 4 | 6 | 8 | 8 | 10 | 12 | 14 | 15 | 15 | 17 | 19 | 21 | 23 |
| South Sydney Rabbitohs  | 2 | 4 | 6 | 6 | 6 | 8  | 10 | 12 | 14 | 16 | 18 | 18 | 20 | 22 |
| Eastern Suburbs RLFC    | 2 | 4 | 4 | 6 | 8 | 8  | 8  | 10 | 11 | 12 | 14 | 16 | 18 | 20 |
| Balmain Tigers          | 0 | 2 | 4 | 6 | 6 | 8  | 8  | 10 | 12 | 14 | 14 | 16 | 16 | 16 |
| Glebe                   | 0 | 0 | 2 | 4 | 6 | 6  | 8  | 8  | 8  | 10 | 12 | 12 | 12 | 12 |
| Annandale               | 0 | 0 | 0 | 0 | 2 | 4  | 4  | 4  | 6  | 7  | 7  | 9  | 11 | 11 |
| North Sydney Bears      | 2 | 2 | 2 | 2 | 4 | 4  | 4  | 4  | 4  | 4  | 4  | 4  | 4  | 6  |
| Western Suburbs Magpies | 0 | 0 | 0 | 0 | 0 | 0  | 2  | 2  | 2  | 2  | 2  | 2  | 2  | 2  |

## Grand Final
| 17. September 15:30 | Newtown Jets             | 4 : 4         | South Sydney Rabbitohs | Royal Agricultural Society Showground, Sydney Zuschauer: 14.000 Schiedsrichter: Bill Finegan |
| 17. September 15:30 | Straftritte: Russell (2) | (0:4) Bericht | Straftritte: Davis (2) | Royal Agricultural Society Showground, Sydney Zuschauer: 14.000 Schiedsrichter: Bill Finegan |

| 1  | William Neill      |
| 2  | Charlie Russell    |
| 3  | Viv Farnsworth     |
| 4  | Alby Hawkes        |
| 5  | F. Munnery         |
| 6  | William Farnsworth |
| 7  | William Hayes      |
| 8  | J. Chevall         |
| 9  | John Barnett       |
| 10 | James Morgan       |
| 11 | Joe Murray         |
| 12 | David Grundie      |
| 13 | Paddy McCue        |

| 1  | Frank Twiss     |
| 2  | Tommy Anderson  |
| 3  | Arthur Conlin   |
| 4  | Howard Hallett  |
| 5  | Jack Leveson    |
| 6  | Arthur McCabe   |
| 7  | Arthur Butler   |
| 8  | Arthur Hennessy |
| 9  | Harry Butler    |
| 10 | Johnny Rosewell |
| 11 | William Spence  |
| 12 | Jim Davis       |
| 13 | Ernie Hucker    |

## Statistik
Meiste erzielte Versuche
|    | Name              | Versuche | Verein                  |
| -- | ----------------- | -------- | ----------------------- |
| 1. | Arthur McCabe     | 17       | South Sydney Rabbitohs  |
| 2. | Howard Hallett    | 9        | South Sydney Rabbitohs  |
| 2. | Roy Norman        | 9        | Annandale               |
| 4. | John Campbell     | 8        | Eastern Suburbs         |
| 4. | Mick Frawley      | 8        | Eastern Suburbs         |
| 4. | Dan Frawley       | 8        | Eastern Suburbs         |
| 4. | Albert Broomham   | 8        | North Sydney Bears      |
| 4. | Viv Farnsworth    | 8        | Newtown Jets            |
| 9. | Herbert Messenger | 7        | Eastern Suburbs         |
| 9. | Paddy McCue       | 7        | Newtown Jets            |
| 9. | Mick Muggivan     | 7        | Glebe                   |
| 9. | Henry Naylor      | 7        | Western Suburbs Magpies |
| 9. | W. Fry            | 7        | South Sydney Rabbitohs  |

Meiste erzielte Punkte
|     | Name            | Versuche | Erhöhungen/Straftritte | Drop Goals | Total | Verein                  |
| --- | --------------- | -------- | ---------------------- | ---------- | ----- | ----------------------- |
| 1.  | Dally Messenger | 7        | 23                     | 1          | 69    | Eastern Suburbs         |
| 2.  | Arthur McCabe   | 17       | 1                      | 0          | 53    | South Sydney Rabbitohs  |
| 3.  | Dan Frawley     | 8        | 12                     | 1          | 50    | Eastern Suburbs         |
| 4.  | Jack Hickey     | 3        | 20                     | 0          | 49    | Glebe                   |
| 5.  | Arthur Conlin   | 4        | 18                     | 0          | 48    | South Sydney Rabbitohs  |
| 6.  | Bill Medcalf    | 0        | 22                     | 0          | 44    | Western Suburbs Magpies |
| 7.  | Charlie Russell | 3        | 17                     | 0          | 43    | Newtown Jets            |
| 8.  | Alby Hawkes     | 6        | 12                     | 0          | 42    | Newtown Jets            |
| 9.  | Jim Davis       | 2        | 15                     | 0          | 36    | South Sydney Rabbitohs  |
| 10. | G. Fitzpatrick  | 1        | 15                     | 0          | 33    | Balmain Tigers          |

Schiedsrichter
| Name            | Anz. d. Spiele |
| --------------- | -------------- |
| A. Ballerum     | 07             |
| Arthur Farrow   | 07             |
| Bill Finegan    | 05             |
| Lance Hansen    | 01             |
| Laurie Kearney  | 06             |
| Tom McMahon Sr. | 011            |
| H. Poulton      | 08             |
| George Seabrook | 09             |
| E. Shaw         | 03             |